# Тренинг
Трениро́вка (тре́нинг) (англ. training от train — «обучать, воспитывать») — метод активного обучения, направленный на развитие знаний, умений и навыков, а также социальных установок.
Тренинг — форма интерактивного обучения, целью которого является развитие компетентности межличностного и профессионального поведения в общении.
Тренинг могут рассматривать с точки зрения разных парадигм:
- Как своеобразную форму дрессировки, при которой при помощи положительного подкрепления формируют нужные паттерны поведения, а при помощи отрицательного — «стирают» нежелательные.
- Как форму активного обучения, целью которой является передача знаний, развитие некоторых умений и навыков.
- Как метод создания условий для самораскрытия участников и самостоятельного поиска ими способов решения собственных психологических проблем.

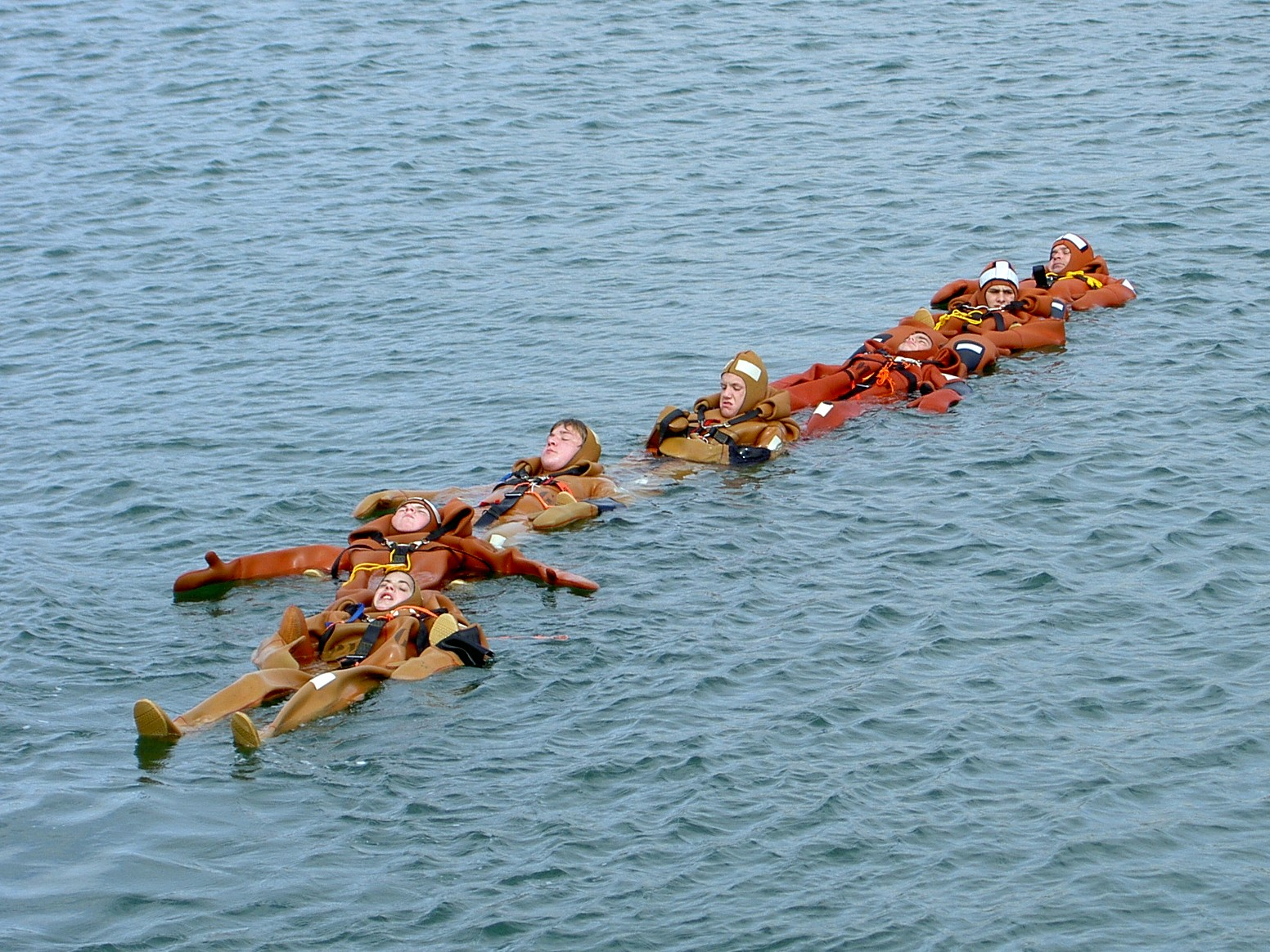
Тренинг моряков по групповому выживанию на воде

## История тренингов
Одним из первых, кто начал использовать тренинги, стал Дейл Карнеги, основавший в 1912 году «Dale Carnegie Training». В этом центре проводили (и до сих пор проводят) тренинги по развитию навыков публичного выступления, уверенности в себе, взаимодействия между людьми.
Значительный вклад в тренинг как форму обучения также внёс известный социальный психолог Курт Левин.
В 1946 году К. Левин вместе с коллегами основал тренинговые группы (Т-группы), направленные на повышение компетентности в общении. Они заметили, что участники групп получают большую пользу от анализа собственных переживаний в группе.
Успешная работа учеников К. Левина привела к основанию в США Национальной лаборатории тренинга. В этой лаборатории была создана группа тренинга базовых умений. В Т-группах обучали управленческий персонал, менеджеров, политических лидеров эффективному межличностному взаимодействию, умению руководить, разрешать конфликты в организациях, укреплять групповую сплочённость.
В 1954 году появились тренинговые группы, ориентированные на выяснение жизненных ценностей человека, усиление чувства его самоидентичности, они получили название «групп сензитивности».
В 1960-е годы возникло, опирающееся на традиции гуманистической психологии Карла Роджерса, движение тренинга социальных и жизненных умений (англ. social&life skills training), которое применяли для профессиональной подготовки учителей, консультантов, менеджеров в целях психологической поддержки и развития. Среди жизненных умений выделяли следующие: умения решения проблем, общения, настойчивости, уверенности в себе, критичности мышления, умения самоуправления и развития Я-концепции; межличностное общение, поддержание здоровья, развитие идентичности, решение проблем и принятие решений; эмоционального самоконтроля, межличностных отношений, самопонимания, финансовой самозащиты, самоподдержки и концептуализации опыта.
В 1970-е годы в Лейпцигском и Йенском университетах под руководством М. Форверга был разработан метод, названный «социально-психологическим тренингом». Средствами тренинга выступали ролевые игры с элементами драматизации, создающие условия для формирования эффективных коммуникативных навыков. Практической областью приложения разработанных М. Форвергом методов стала социально-психологическая подготовка руководителей промышленного производства.

### История тренингов в России
Ярмарки — первый и полноценный стандарт тренинга. В отличие от знаний и умений, получаемых на обучающих форматах: лекциях, семинарах, тренировках, мастер-классах и применимых лишь в подходящих условиях, тренинги — образовательный формат, дающий не только знания и умения, но и навыки по созданию подходящих условий, применению знаний и умений в любых условиях. Если тренировок достаточно для поддержания существующего уровня, то тренинги применяют для открытия нового, перехода на другой уровень развития личности в группе и создания новых групп.
Психологическое тренерство в советское время представлял клуб «Маленький принц», созданный известным психологом А. П. Егидесом в 1981 году.
К тому времени, клуб был посвящён, в основном, культуре общения.
Там начал вести свои первые тренинги Николай Иванович Козлов, организовавший через 2 года, в 1983 году тренинг-центр Синтон. К тому времени Синтон придерживался демократической позиции. Выдержка из Устава Синтона: «Главным человеком в Клубе является Член Клуба. Руководитель Клуба, ведущие и администраторы являются уважаемым, но вспомогательным персоналом». Основной ценностью философии Синтона того времени являлась Свобода.
Также, громким событием тренерства в России был приезд Вернера Эрхарда в Москву, в июне 1986 года.
В 1989 году в России некоммерческим фондом Лайфспринг, учреждённым Кэндис Хенли были представлены тренинги по развитию личности с элементами психотерапевтической работы. Лайфспринг состоял из трёх курсов: Основной, Продвинутый и Лидерский. Лайфспринг — жёсткий тренинг, где тренер старается вывести участников из зоны комфорта. Что иногда даже приводило к судебным искам.
В 1990-х годах тренинги в России набирают популярность. Становятся известными компании и тренинги «Пролог», «курсы Фиолетовых», «Весна жизни» и тренерство набирает обороты.

## Виды тренингов
Единой и общепризнанной классификации тренингов не существует, деление можно проводить по различным основаниям, но можно выделить основные типы тренингов по критерию направленности воздействия и изменений: навыковый, психотерапевтический, социально-психологический, бизнес-тренинг.

##### Навыковый тренинг
Навыковый тренинг направлен на формирование и выработку определённого навыка (навыков). Большинство бизнес-тренингов включают в себя навыковые тренинги, например, тренинг переговоров, самопрезентации, техники продаж.
Навыковый тренинг может включать в себя следующие тренировки.
- физические:
  - силовая;
  - интервальная;
  - уличная (Street Workout);
  - фартлек.
- психологические:
  - аутогенная.
- специальные:
  - гипоксическая;
  - закаливание.

### Психотерапевтический тренинг
Психотерапевтический тренинг (более корректное название — «психотерапевтическая группа») направлен на изменение в сознании. Изменение способа, которым человек воспринимает что реально, а что нет, изменение стереотипного способа поведения: как в эту яму больше не попадать; в сторону поддержки. Эти группы соотносят с существующими направлениями психотерапии — психодраматические, гештальт-группы, группы телесно-ориентированной, танце-двигательной терапии.

### Социально-психологический тренинг
Социально-психологический тренинг (СПТ) занимает промежуточное положение, он направлен на изменения и в сознании, и в формировании навыков. СПТ часто направлен на смену социальных установок и развитие умений и опыта в области межличностного общения.

### Бизнес-тренинг
Бизнес-тренинг (и его наиболее характерная разновидность — корпоративный тренинг) — развитие навыков персонала для успешного выполнения бизнес-задач, повышения эффективности производственной деятельности, управленческих взаимодействий. Бизнес-тренинг это ёмкий и сложный процесс, затрагивающий все аспекты бизнеса (деятельности компании, организации), требующий системного подхода. В структуру бизнес-тренинга могут входить тренинги по продажам и обслуживанию клиентов, тренинги по формированию управленческих навыков, тренинги наставничества на рабочем месте, тренинги командообразования, тренинг тайм-менеджмента, тренинг по внедрению корпоративной культуры, все вышеперечисленные тренинги. Но, не один из перечисленных тренингов не является бизнес-тренингом в частности. Бизнес-тренинг — процесс, с системным подходом, позволяющий развивать одновременно знания, умения и навыки, необходимые для продуктивного существования бизнеса (деятельности компании, организации) в целом, а не отдельного процесса. Отсюда и название бизнес-тренинг.
Бизнес-тренинги могут разрабатываться и проводиться как корпоративным (внутренним) тренером, так и внешними специалистами. Однако бизнес-тренинг не ограничивается тренингом по продажам (sales-тренинг), а тренер по продажам (sales-тренер) не является бизнес-тренером. Тренинг по продажам это всего лишь возможная составляющая бизнес-тренинга.
Бизнес-тренинги в свою очередь, так же могут подразделяться на группы и подгруппы:
- Профессиональное развитие:
  - Личная эффективность.
  - Предпринимательская деятельность.
  - Менеджмент.
  - Маркетинг.
- Развитие личностных качеств:

- - Управление эмоциями.
  - Тайм-менеджмент.
  - Постановка и достижение целей.
- МВА
  - По сферам деятельности (маркетинг, менеджмент, управление персоналом).

MBA (Master of Business Administration) — программа подготовки менеджеров среднего и высшего управленческого звена для эффективной работы в бизнесе, государственном и муниципальном управлении (стандарт MBA).
Бизнес-мастерская — новейший вид бизнес-тренинга. Как и в бизнес-тренинге, в ней чередуются формы активности, от мини-лекции до деловых и ролевых игр. Существенное отличие — участники самостоятельно создают программу обучения во время мастерской, действуя в рамках темы, времени и опыта. Обязательными условиями успешного проведения бизнес-мастерской являются:
- Для 70 % участников опыт работы в любой сфере деятельности должен превышать 3 года.
- Бизнес-мастерская более чем на 70 % должна состоять из упражнений, деловых игр, кейсов.
- Основная роль бизнес-тренера — модерация.

Целью бизнес-мастерских является закрепление или переосмысление имеющихся знаний, а также отработка умений и навыков, необходимых в вопросах получения и приумножения прибыли.

## Методы тренинга
Методы, приёмы и техники тренинга достаточно разнообразны. К ним относят:
Групповая дискуссия — совместное обсуждение и анализ проблемной ситуации, вопроса или задачи. Групповая дискуссия может быть структурированной (то есть управляемой тренером с помощью поставленных вопросов или тем для обсуждения) или неструктурированной (её течение зависит от участников группового обсуждения).
«Игровые методы — (деловые игры, ролевые игры, дидактические, творческие, имитационные, организационно-деятельностные). Развитие социальной перцепции — вербальные и невербальные методы.
Телесная терапия.
Медиативные техники».
В числе специфических методов, используемых в тренинге, рассматриваются следующие:
- «Аквариум» — Мастерские.
- «Алгоритм-лабиринт» — Метод заданий.
- Брифинг-группы — Метод инцидентов.
- «Папка с входящими документами» — Метод кейсов. Кейс — проблемная ситуация, требующая ответа и нахождения решения. Решение кейса может происходить как индивидуально, так и в составе группы. Основная задача кейса научиться анализировать информацию, выявлять основные проблемы и пути решения, формировать программу действий.
- Игры-симуляции.
- Мозговой штурм — один из наиболее эффективных методов стимулирования творческой активности. Позволяет найти решение сложных проблем путём применения специальных правил — сначала участникам предлагают высказывать как можно больше вариантов и идей, в том числе самых фантастических. Затем из общего числа высказанных идей отбирают наиболее удачные, которые могут быть использованы на практике.
- Дебаты — программированные инструкции.
- Демонстрация — работа в малых группах.
- Дискуссия — разговор.
- Игры — решение узкоспециальных вопросов — Игры-разминки — инструмент, используемый для управления групповой динамикой; представляет собой расслабляющие и позволяющие снять напряжение, групповые задания.
- Кратковременные ротации — ролевые игры.
- Лекция — семинар.
- Стратегические креативные сессии.

Выбор оптимальных методических и практических, социально-психологических приёмов и методик в тренинге зависит от цели и содержания тренинга, особенности группы, ситуации, возможностей и специализации тренера. Существует огромное количество разнообразнейших видов обучения, и выбранный метод в значительной степени влияет на то, каким образом будут решаться задачи тренинга, и в течение какого периода времени эффекты тренинга будут сохраняться после его завершения.
В распоряжении тренера имеется множество способов подачи материала. Использование различных методов не только способствует сохранению внимания и работоспособности группы, но и отражает реальные жизненные ситуации, в которых может возникнуть необходимость одновременного использования нескольких моделей поведения.
Эффективность выполнения тренинговых упражнений и игр зависит от чёткости, ясности, лаконичности инструкции, которая должна содержать достаточную и необходимую информацию.

## Инструменты тренингов
Фасилита́ция — инструмент, позволяющий стимулировать обмен информацией внутри группы. Фасилитация позволяет ускорить процессы осознания, стимулировать групповую динамику. Тренер в ходе фасилитации помогает процессу группового обсуждения, направляет этот процесс в нужное русло.
Видео анализ — инструмент, представляющий собой демонстрацию видеороликов, подготовленных тренером, или видеозаписей, на которых участники тренинга демонстрируют разные типы поведения. Видео анализ позволяет наглядно рассмотреть достоинства и недостатки разных типов поведения. Пример видео анимаций для анализа эффективности определённой системы физической подготовки представлен ниже.

## Посттренинг
Исследования показывают[какие?], что до 90 % выученного на тренинге материала постепенно забывается, и сотрудники применяют лишь 10-20 % из полученного. Причины этого различны: оправдались ли ожидания участников, соответствовал ли тренинг реальной потребности в обучении, поддерживаются ли изменения в компании после тренинга.
Посттренинговое сопровождение — это система работы с персоналом, направленная на поддержание позитивных тренинговых эффектов и обеспечивающая применение знаний, умений, навыков, качеств, полученных участниками на тренинге, в ходе повседневной профессиональной деятельности.
Посттренинг может проводиться в формате семинара, мастерской, повторения фрагментов тренинга, коучинга и наставничества, электронной переписки с тренером, внедрением дистанционного курса.